# 1UP.com
1UP.com은 미국의 비디오 게임 웹사이트였다. 2003년에 개설되었으나 2013년에 폐쇄되었다.